# Alwin Korselt
Alwin Reinhold Korselt (17 mars 1864 à Mittelherwigsdorf - 4 février 1947 à Plauen) est un mathématicien allemand. Il a établi en 1899 une caractérisation des nombres de Carmichael (théorème de Korselt). En 1902, il a également réfuté la démonstration du théorème de Cantor-Bernstein que Ernst Schröder avait proposée en 1898.

## Biographie
Alwin Korselt est né le 17 mars 1864 dans le village de Mittelherwigsdorf près de Zittau (alors dans le Royaume de Saxe, désormais dans le land de Saxe à proximité immédiate du tripoint Allemagne-Pologne-République tchèque).
Après ses années de lycée à Zittau de 1876 à 1885 et un semestre de 1886 à Fribourg-en-Brisgau, il étudie les mathématiques et la physique à Leipzig jusqu'en 1890. Il y a l'occasion de suivre des leçons de Felix Klein, Issai Schur, Eduard Study, Sophus Lie et Friedrich Engel. Après une année de stage comme professeur au lycée Saint-Nicolas (de) de Leipzig, il enseigne dans de nombreux établissements entre 1891 et 1898 : Pirna, Dresde, Keilhau (un quartier de Rudolstadt), Löbau et Meerane. Ces fréquents changements, souvent entre des écoles très différentes, attestent de ses difficultés initiales à se faire reconnaître dans son métier. Par la suite, de 1898 jusqu'à sa retraite en 1924, il enseigne dans un établissement secondaire (Realschule, puis Oberrealschule (de) de Plauen. Il demeure scientifiquement actif jusque vers 1939.
Resté célibataire, il se présentait souvent dans une tenue négligée, parce qu'il consacrait la majeure partie de son salaire à l'achat de livres et de cigares.[réf. souhaitée]
Il meurt en 1947 à Plauen, et est enterré à Mittelherwigsdorf.

## Travaux scientifiques
Sa première publication scientifique est, en 1893, une volumineuse compilation des conférences de Ernst Schröder sur l'« algèbre de la logique », intitulée Bemerkungen zur Algebra der Logik.
Le théorème de Korselt, encore appelé critère de Korselt, est publié en 1899 et permet une caractérisation des nombres de Carmichael. Il s'énonce aujourd'hui ainsi :
Théorème — Un entier positif composé N est un nombre de Carmichael si et seulement si aucun carré de nombre premier ne divise N et pour chaque diviseur premier p de N, le nombre p - 1 divise N - 1.
Ces nombres n'ont été appelés qu'ensuite du nom de Robert Daniel Carmichael à la suite d'articles parus en 1910 et 1912, qui furent plus remarqués que l'entrefilet de Korselt.
Korselt soutient sa thèse en 1902 à l'université de Leipzig. Ses rapporteurs sont Otto Hölder et Carl Gottfried Neumann. Ce travail traite des constructions géométriques qui permettent la division des angles par n. Cette même année, Korselt réfute la démonstration du théorème de Cantor-Bernstein que Ernst Schröder avait proposée en 1898. Peu de temps après, Korselt a une controverse avec Gottlob Frege au sujet des axiomes de Hilbert qui proposent une axiomatisation de la géométrie euclidienne. En l'occurrence, il prend le parti de Hilbert, ce dont témoigne en 1903 la dernière phrase de son essai Über die Grundlagen der Geometrie : « Aus diesen Gründen kann ich die Bedenken Herrn Freges gegen die Hilbertsche Darstellung trotz allem Nachdenken nicht berechtigt finden. ». Korselt fut aussi en correspondance, entre autres, avec Alfred Pringsheim, David Hilbert, Helmut Hasse, Bertrand Russell, Constantin Carathéodory et Abraham Fraenkel à qui il rendit visite à plusieurs reprises à Marbourg.
Les nombres de Korselt ont été nommés en son honneur : un entier composé et quadratfrei N est dit nombre a-Korselt si, a étant un entier naturel non nul, p - a divise N - a pour tout diviseur premier p de N. Le théorème de Korselt signifie donc que les nombres de Carmichael s'identifient aux nombres 1-Korselt.

## Éléments de bibliographie
- Thèse : Über die Möglichkeit der Lösung merkwürdiger Dreiecksaufgaben durch Winkelteilung, 67 pages, Leipzig, 1901
- Über die Grundlagen der Geometrie, Jahresbericht der Deutschen Mathematiker-Vereinigung 12, 402–407, 1903, online
- Eintrag im Mathematics Genealogy Project
- Lothar Kreiser: Die Hörer Freges und sein Briefpartner Alwin Korselt, Wittgenstein Studien 2, 1995
- Aldo Antonelli, Robert May: Frege's new science, Notre Dame Journal of Formal Logic 41, 242–270, 2000, online (PDF; 398 kB)
- (en) « The Algebra of Logic Tradition », sur Stanford Encyclopedia of Philosophy